# 元泊駅
座標: 北緯48度16分45秒 東経142度37分21秒 / 北緯48.27917度 東経142.62250度
元泊駅（もとどまりえき）は、かつて樺太元泊郡元泊村に存在した鉄道省樺太東線の駅である。
日本時代は機関区があり当駅発着の列車も上り1本と下り2本があった。

## 歴史
- 1927年（昭和2年）11月20日 - 樺太鉄道落合駅 - 知取駅間(170.5km)開業により設置。当時の読みは「もととまり」。
- 1941年（昭和16年）
  - 3月31日 - 読みを「もとどまり」に変更。
  - 4月1日 - 樺太鉄道の国有化により、樺太庁鉄道東海岸線の駅となる。
- 1943年（昭和18年）4月1日 - 南樺太の内地化にともない、鉄道省（国有鉄道）に編入。
- 1945年（昭和20年）8月 - ソ連軍が南樺太へ侵攻、占領し、駅も含め全線がソ連軍に接収される。
- 1946年（昭和21年）
  - 2月1日 - 日本の国有鉄道の駅としては、書類上廃止。
  - 4月1日 - ソ連国鉄に編入。ロシア語駅名は「ヴォストーチヌイ サハリンスキー」。

## 運行状況
- 上りは大泊駅行き2本と大泊港駅行き1本、落合駅行き1本と白浦駅行き1本、下りは敷香駅行きが4本と上敷香駅行き1本であった。

現在はポロナイスク駅、チーハヤ駅発着の1往復、ユジノサハリンスク駅、ノグリキ駅発着の特急1往復のみ停車する。

## 駅周辺
- 元泊村役場
- 元泊機関区

## 隣の駅
鉄道省樺太鉄道局
樺太東線
馬群潭駅 - （帆矢向信号場） - （南沢信号場） - 元泊駅 - 樫保駅